# A Very Special Season
A Very Special Season (с англ. — «Очень особенное время года») — девятнадцатый студийный и второй рождественский альбом американской певицы Дайаны Росс, выпущенный в 1994 году в Европе на лейбле EMI.

## Об альбоме
Альбом состоит как из рождественских стандартов, так и из более современных праздничных песен таких исполнителей как Берт Бакарак, Джон Леннон и Стиви Уандер. В первый месяц продаж альбом получил золотую сертификацию в Великобритании. В последующие рождественские сезоны альбом также стабильно возвращался в чарты.
В 2002 году альбом был переиздан в некоторых странах под новым названием Wonderful Christmas Time. В 2018 году была выпущена цифровая ремастеринговая версия альбома уже во всём мире. В переиздание вошли «новые» песни, записанные в ещё 1994 году для альбома Making Spirits Bright, также у пластинки появилась новая обложка.

## Список композиций
| №   | Название                                 | Длительность |
| --- | ---------------------------------------- | ------------ |
| 1.  | «Winter Wonderland»                      | 3:22         |
| 2.  | «White Christmas»                        | 3:20         |
| 3.  | «Wonderful Christmas Time»               | 3:09         |
| 4.  | «What the World Needs Now»               | 4:20         |
| 5.  | «Happy Xmas (War Is Over)»               | 3:15         |
| 6.  | «Let It Snow! Let It Snow! Let It Snow!» | 2:14         |
| 7.  | «Amazing Grace»                          | 5:21         |
| 8.  | «His Eye Is on the Sparrow»              | 5:21         |
| 9.  | «Silent Night»                           | 5:01         |
| 10. | «Overjoyed»                              | 4:05         |
| 11. | «O Holy Night»                           | 4:44         |
| 12. | «Someday at Christmas»                   | 4:09         |
| 13. | «Ave Maria»                              | 5:52         |
| 14. | «The Christmas Song»                     | 3:13         |

| №   | Название                                 | Длительность |
| --- | ---------------------------------------- | ------------ |
| 1.  | «Wonderful Christmastime»                | 3:07         |
| 2.  | «Sleigh Ride» / «Jingle Bells»           | 3:40         |
| 3.  | «Winter Wonderland»                      | 3:22         |
| 4.  | «It’s Christmas Time»                    | 3:17         |
| 5.  | «White Christmas»                        | 3:20         |
| 6.  | «Let It Snow! Let It Snow! Let It Snow!» | 2:12         |
| 7.  | «The Christmas Song»                     | 3:12         |
| 8.  | «Overjoyed»                              | 4:02         |
| 9.  | «Someday at Christmas»                   | 4:07         |
| 10. | «What the World Needs Now»               | 4:19         |
| 11. | «Amazing Grace»                          | 5:21         |
| 12. | «His Eye Is on the Sparrow»              | 3:52         |
| 13. | «Silent Night»                           | 5:01         |
| 14. | «O Holy Night»                           | 4:44         |
| 15. | «O Little Town of Bethlehem»             | 4:24         |
| 16. | «Ave Maria»                              | 5:52         |
| 17. | «Go Tell It on the Mountain»             | 5:05         |
| 18. | «The First Noel»                         | 3:28         |
| 19. | «I Heard the Bells»                      | 2:52         |
| 20. | «Happy Christmas (War Is Over)»          | 3:15         |

## Чарты
| Хит-парад (1994)                 | Высшая позиция |
| -------------------------------- | -------------- |
| Великобритания (UK Albums Chart) | 37             |
| Нидерланды (Album Top 100)       | 93             |
| Япония (Oricon)                  | 66             |

## Сертификации и продажи
| Регион | Сертификация | Продажи  |
| --- | ------------ | -------- |
| Великобритания (BPI) | Золотой      | 100 000^ |
| * Данные о продажах приведены только на основе сертификации. ^ Данные о тиражах приведены только на основе сертификации. |              |          |